# Sołomon Giegiełaszwili
Sołomon Dawidowicz Giegiełaszwili, ros. Соломон Давидович Гегелашвили (ur. 1 maja 1885 w obwodzie karskim, zm. 4 lutego 1972 w Buenos Aires) – rosyjski wojskowy (pułkownik), oficer armii czechosłowackiej (major), emigracyjny działacz kombatancki i religijny, publicysta.
W 1902 roku ukończył michajłowski korpus kadetów w Woroneżu, zaś w 1905 roku michajłowską szkołę artyleryjską. Służył w stopniu podporucznika w 22 Brygadzie Artylerii. Uczestniczył w I wojnie światowej. Doszedł do stopnia pułkownika. W 1917 roku tymczasowo dowodził 22 Brygadą Artylerii. Na początku 1918 roku przybył nad Don, gdzie wstąpił do nowo formowanych wojsk Białych gen. Antona I. Denikina. Służył w Batalionie Oficerskim. Następnie został dowódcą 2 Baterii 2 Dywizjonu Artylerii Lekkiej. Od stycznia 1919 roku dowodził baterią artylerii szkoleniowej szkoły artyleryjskiej. Latem 1919 roku został dowódcą 3 Dywizjonu 22 Brygady Artylerii. Od listopada tego roku był dowódcą 2 Dywizjonu Korniłowskiej Brygady Artylerii. Uczestniczył w tzw. Marszu Bredowskim. Od maja 1920 roku ponownie służył w Korniłowskiej Brygadzie Artylerii. W połowie listopada tego roku wraz z wojskami Białych został ewakuowany z Krymu do Gallipoli. Na emigracji zamieszkał w Bułgarii. W 1924 roku przybył do Pragi, gdzie wstąpił do armii czechosłowackiej. Objął dowodzenie baterii, dywizjonu, a następnie 1 Pułku Artylerii. Doszedł do stopnia majora. Jednocześnie był członkiem Rosyjskiego Związku Ogólnowojskowego (ROWS). Po zajęciu Czechosłowacji przez wojska niemieckie na początku 1939 roku, stanął na czele miejscowego oddziału ROWS. Jednocześnie przewodniczył praskiemu Stowarzyszeniu Gallipojczyków. Na początku 1945 roku zorganizował możliwość wyjazdu z okupowanych Czechy emigracyjnego duchowieństwa prawosławnego. Po zakończeniu wojny przebywał w obozie dla uchodźców cywilnych koło Monachium, pełniąc funkcję jego starosty. Następnie stał na czele niemieckiego oddziału ROWS. W 1948 roku wyjechał do Argentyny. W Buenos Aires utworzył południowoamerykański oddział ROWS, po czym objął funkcję zastępcy przewodniczącego, a potem przewodniczącego. Współpracował z emigracyjnymi pismami „Pieriekliczka” i „Czasowoj”. Od 1955 roku pełnił funkcję starosty soboru katedralnego Chrztu Chrystusa.